# Diana Quijano
Diana Quijano Valdivieso (ur. 12 kwietnia 1962 w Limie, Peru) – peruwiańska aktorka.
W Polsce znana z ról z telenoweli Bezwstydnice (2007).

## Filmografia
- "Bella Calamidades" (2009) .... Rehina de Galeano
- "Victoria" (2007–2008) .... Camila Matiz
- "Sin vergüenza" (Bezwstydnice) (2007) .... Memé
- "Decisiones" (2005–2007).... Maria
- "A la tercera va la vencida" (2007) .... Monique
- "Hija bastarda" (2007) .... Paz
- "La esposa del viudo" (2005) .... Maria
- "South Beach Dreams" (2006) .... Felicia Torres
- "Prisionera" (2004) .... Lucero 'Lulú' Ríobueno (unknown episodes)
- "Gata salvaje" (2002) .... Sonia
- "Secreto de amor" (2001).... Isolda Garcia
- "La revancha" (2000).... Lucia Arciniegas
- "Los Díaz de Doris" (1999) .... Enid
- "Fire on the Amazon" (1993) .... Journalist
- "Caídos del cielo" (1990)
- "Ultra Warrior" (1990) .... Radio